# Danuta Gierulanka
Danuta Gierulanka (Cracóvia, 30 de junho de 1909 – Cracóvia, 29 de abril de 1995) foi uma matemática, psicóloga, filósofa e tradutora polonesa, especialista em educação matemática. Foi associada com Roman Ingarden e conhecida por seu trabalho em fenomenologia e filosofia da matemática.

## Educadora matemática
Gierulanka nasceu em Cracóvia em 30 de junho de 1909; seu pai era funcionário público. Ela estudou matemática na Universidade Jaguelônica de 1927 a 1932, concluindo um mestrado com a dissertação Periodic solutions of differential equations, e lá permaneceu por mais um ano para obter uma credencial de professora. De 1933 a 1938 trabalhou como professora de matemática, ciências e filosofia em dois ginásios de Cracóvia.

## Psicóloga
Gierulanka voltou para a Universidade Jaguelônica em 1938, como estudante de psicologia trabalhando no Laboratório de Psicologia Experimental com Władysław Heinrich. Seus estudos foram interrompidos pela Segunda Guerra Mundial, durante a qual ela e seu irmão, o físico Jerzy Gierula, lecionaram em segredo. Ela concluiu um doutorado em 1947. Sua tese, O przyswajaniu sobie pojęć geometrycznych [On Grasping Geometrical Notions], foi publicada como um livro em 1958.
Gierulanka permaneceu na Universidade Jaguelônica e, em 1953, tornou-se adjunta em análise matemática da universidade, com o plano de escrever uma tese de habilitação combinando análise matemática com psicologia. No entanto, isso não se concretizou e em 1957 ela voltou ao Laboratório de Psicologia Experimental.

## Filósofa
Em 1958 mudou-se novamente, tornando-se adjunta de filosofia. Interessou-se pelo trabalho de Roman Ingarden em fenomenologia, e escreveu uma tese de habilitação em 1962 sobre a fenomenologia da matemática, Zagadnienie swoistoici poznania matematycznego [Sobre a peculiaridade da cognição matemática], também publicada na mesma época como um livro. Não conseguindo obter uma posição permanente na filosofia, voltou a trabalhar em psicologia na Universidade Jaguelônica, da qual se aposentou em 1971. Morreu em 29 de abril de 1995, em Cracóvia.
Após seu trabalho de habilitação, Gierulanka tornou-se um dos editores das obras coletadas de Ingarden. Ela também traduziu obras de Ingarden, Edmund Husserl e Edith Stein para o polonês.